# Souda

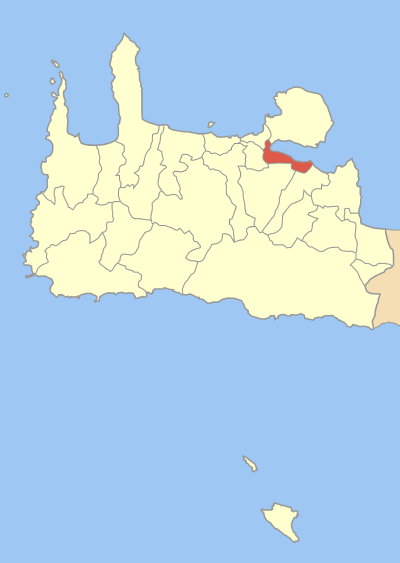
Souda pe harta unității regionale Chania

Souda (în greacă Σούδα) este un oraș și o fostă municipalitate în unitatea regională Chania, Creta, Grecia. Odată cu reforma administrației publice locale din 2011 face parte din municipalitatea Chania. Este un important port naval și de feribot în Golful Souda.
Souda se află la o distanță de 6,5 km est de centrul orașului Chania, deși zona dintre ele este în mare parte ocupată cu construcții. Orașul este o așezare relativ nouă, construită pe ceea ce erau odată platouri de sare și mlaștini. Turcii cunoșteau zona sub numele de Tuzla, numele lor pentru platouri de sare. În anii 1870 ei au început să construiască o nouă așezare aici care a crescut pe măsură ce portul s-a dezvoltat. Golful Souda este unul dintre cele mai adânci porturi naturale din Marea Mediterană și este ușor de apărat.
În prezent Souda este punctul de sosire pentru feriboturile din Pireu. Există, de asemenea, o bază navală NATO situată în Souda și de partea cealaltă a golfului, cu spații de cazare și spital militar în oraș. O mare parte a comandamentului, în special cel al trupelor americane, se află de cealaltă parte a golfului, în Akrotiri. Un siloz de cereale ocupă centrul orașului. Poate din cauza naturii sale ca punct de plecare și oraș militar, el nu este popular cu turiști și poate părea sordid și amenințător. Cu toate acestea, conține magazine de toate tipurile și restaurante renumite cu produse pescărești în centrul vechi. Cimitirul de război Aliat, unde au fost îngropați soldații morți în cel de-al Doilea Război Mondial, se află pe țărmul orașului Souda. Există 1.527 de morminte, în care sunt îngropați în mare parte militari britanici, printre care 447 de neo-zeelandezi și 197 de australieni. În cimitir este înmormântat și arheologul John Pendlebury. Pendlebury a fost curator la Cnossos pentru Școala Britanică din Atena și a continuat săpăturile în Creta până la război. El a fost executat de germani în 1941.

## Unitatea municipală Souda
Souda a fost principalul oraș al fostei municipalități cu același nume, având primăria chiar în Souda. Unitatea municipală se întinde de la capătul orașului Chania (Souda, Nerokourou și Tsikalaria) de-a lungul coastei, cuprinzând satele Kalami și Megala Chorafia. Primarul din Souda era în 2005 Ioannis Perakis. Aproximativ 8.000 de oameni trăiesc în această unitate municipală, majoritatea chiar în Souda. Datorită vederii frumoase la mare și până la Munții Albi și a apropierii de Chania, există o mare presiune pentru a se construi noi case și apartamente în zonă. Aceste planuri nu au fost puse în aplicare până în prezent din cauza restricțiilor cauzate de prezența unei baze militare.

## Scufundarea HMSYorkîn timpul celui de-al Doilea Război Mondial
În timpul celui de-al Doilea Război Mondial crucișătorul greu HMS York al Royal Navy a fost scos din luptă în Golful Souda de două bărci cu motor explozive italiane (în italiană: barchini esplosivi) ce făceau parte din Decima Flottiglia MAS, lansate de distrugătoarele Crispi și Sella pe 26 martie 1941. Șase bărci cu motor au intrat în golf, conduse de locotenent Luigi Faggioni, și au atacat trei ținte în perechi; primul a fost York, al doilea tancul Pericles și ultimul o altă navă ancorată în port. Trei dintre ambarcațiunile de atac au avut diverse probleme, mecanice sau umane, din cauza condițiilor extreme de temperatură, dar celelalte trei au reușit să atace țintele cu succes. Două bărci cu motor, dotate cu încărcături de 330 kg, au lovit crucișătorul York, provocând inundații în camera cazanelor și în camera motoarelor. Doi marinari au fost uciși.

## Galerie

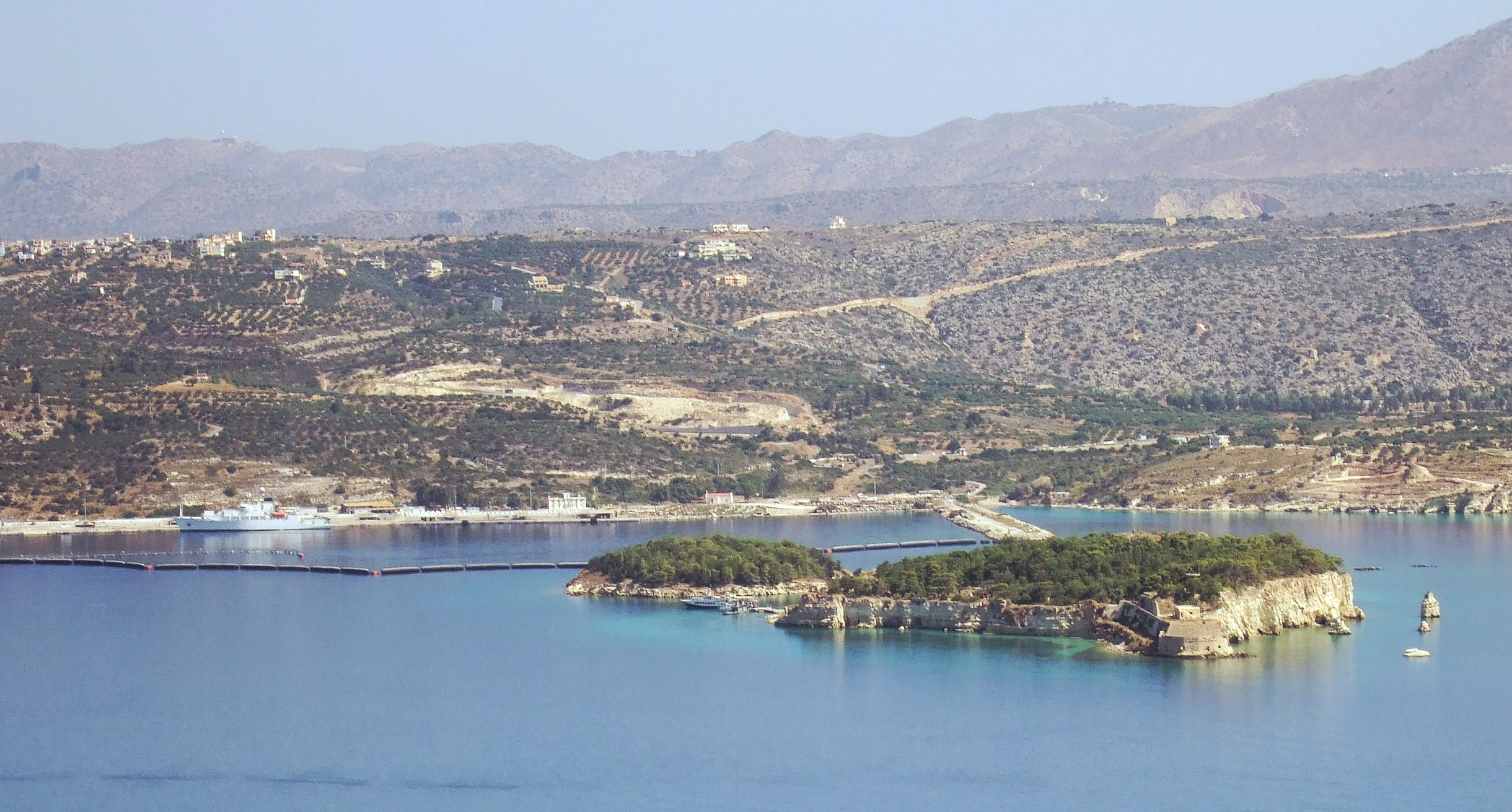
Insulița Souda, la dreapta unei insulițe mai mici denumite Leon, în Golful Souda.
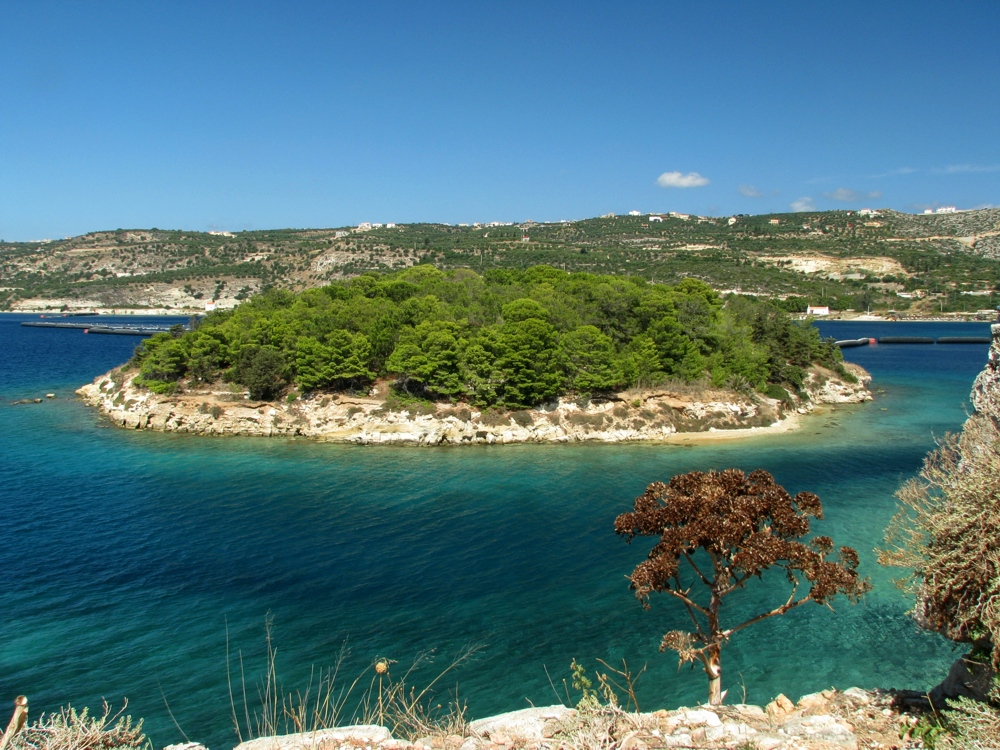
Vedere a insuliței Leon, de pe fortificațiile venețiene de pe insulița Souda, în Golful Souda.
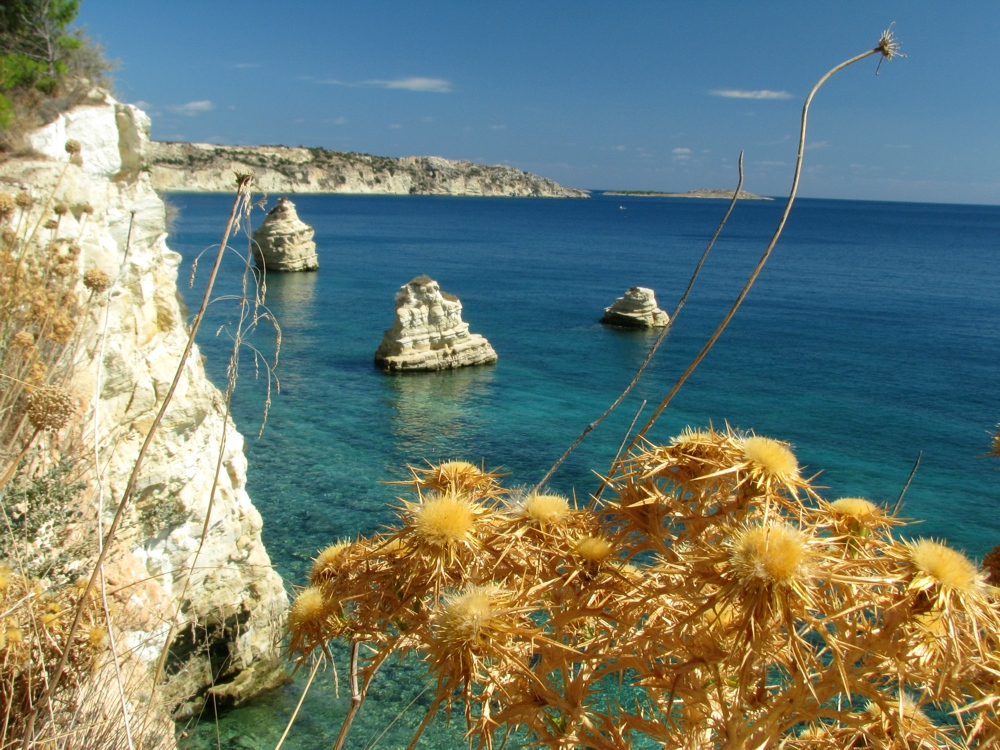
Vedere de pe zidurile fortăreței Souda.